# Sovana
Sovana es un pueblo del municipio de Sorano, respecto a cuya capital se encuentra al suroeste a una distancia de 10 km y a unos 75 km de Grosetto. Es conocido como importante centro etrusco, burgo medieval y renacentista, además de sede episcopal.

## Geografía física
La ciudad está ubicada en el Pianetto di Sovana, un pequeño valle que se encuentra entre las colinas de Albegna y Fiora, a altitudes de entre 200 y 300 metros sobre el nivel del mar, en el corazón del área de Tufo en la orilla izquierda del río Fiora. El territorio se ve afectado por la presencia de numerosas vías de agua torrenciales (Calesine, Folonia, Picciolana, Valle Bona), que luego desembocan en el Fiora, justo al suroeste de la ciudad.

## Historia
Suana fue un centro etrusco, que a partir de la conquista de Vulci (280 a. C.) se sometió a un proceso gradual de romanización, que culminó con la creación del ayuntamiento y con la concesión de la ciudadanía romana a los itálicos.
En el siglo V ya está documentada como sede episcopal. El centro histórico actual se desarrolló durante la Edad Media en las cercanías de la necrópolis etrusca preexistente, bajo el control de la familia Aldobrandeschi, que poseía un castillo construido alrededor del año 1000. También en época medieval se convirtió en municipio libre y allí nació Ildebrando de Sovana, que más tarde se convertiría en el Papa Gregorio VII e incluso fue la capital del condado homónimo. A finales del siglo XIII, fue heredada por la familia Orsini siguiendo el mismo destino de Sorano y Pitigliano hasta el siglo XV, cuando el centro fue conquistado por los sieneses. A mediados del siglo XVI, la caída definitiva de la República de Siena llevó a Sovana a manos de los Médici, quienes la incorporaron al Gran Ducado de Toscana. Los Medici intentaron repoblar la aldea, en un estado de grave de deterioro después de las epidemias de peste, con colonos de Grecia. El intento fue inútil, en 1702 solo veinticuatro personas estaban registradas en Sovana. Incluso bajo la Casa de Lorena, a pesar de los intentos, la situación no mejoró. Despoblado y abandonado, ha encontrado una nueva vida durante el siglo XX, gracias al rico patrimonio arqueológico que lo convierte en un destino turístico popular.
El pueblo está incluido en la lista de los pueblos más bellos de Italia patrocinados por la Asociación Nacional de Municipios Italianos.

## Monumentos y lugares de interés

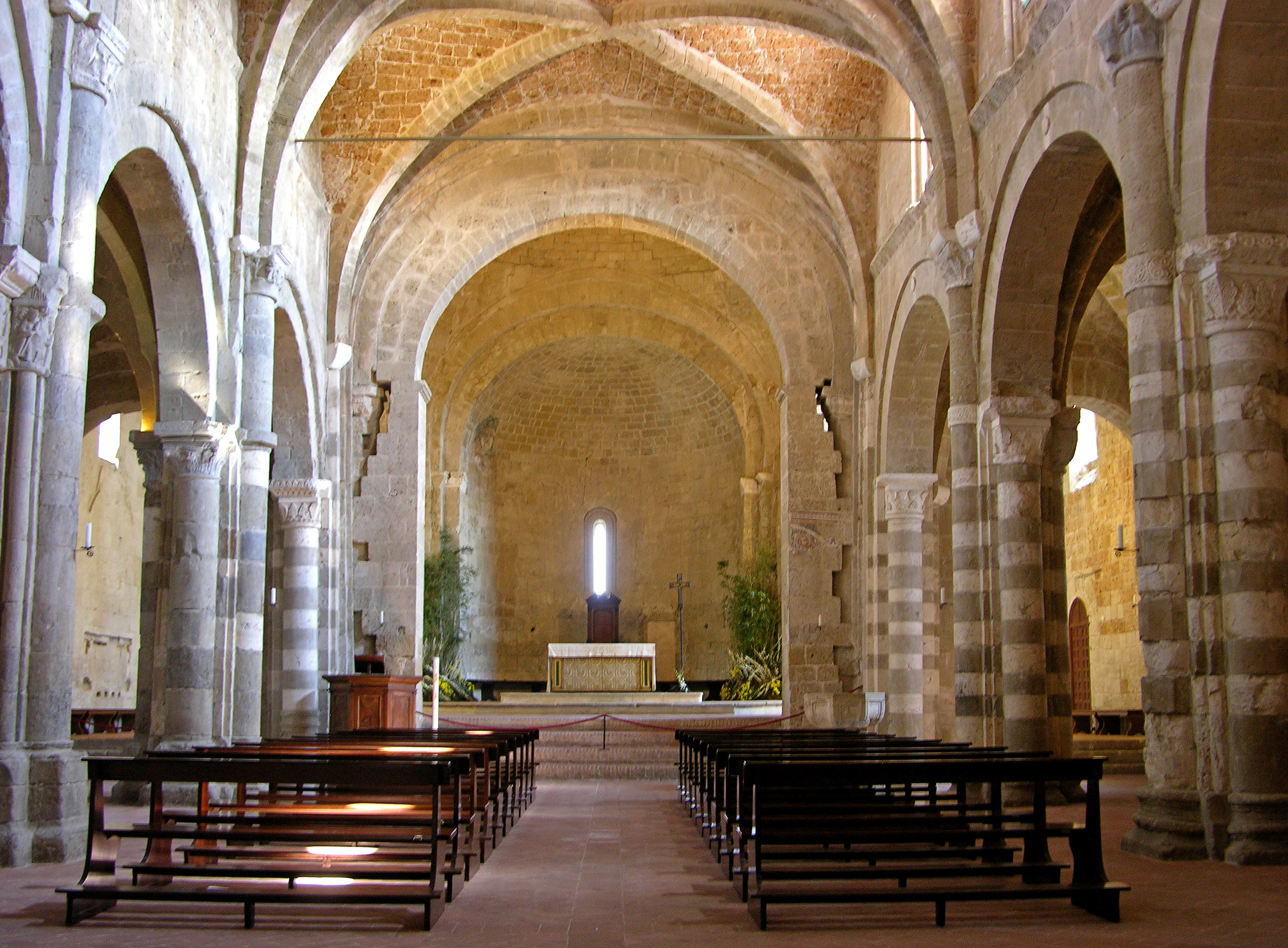
Le tre navate della cattedrale

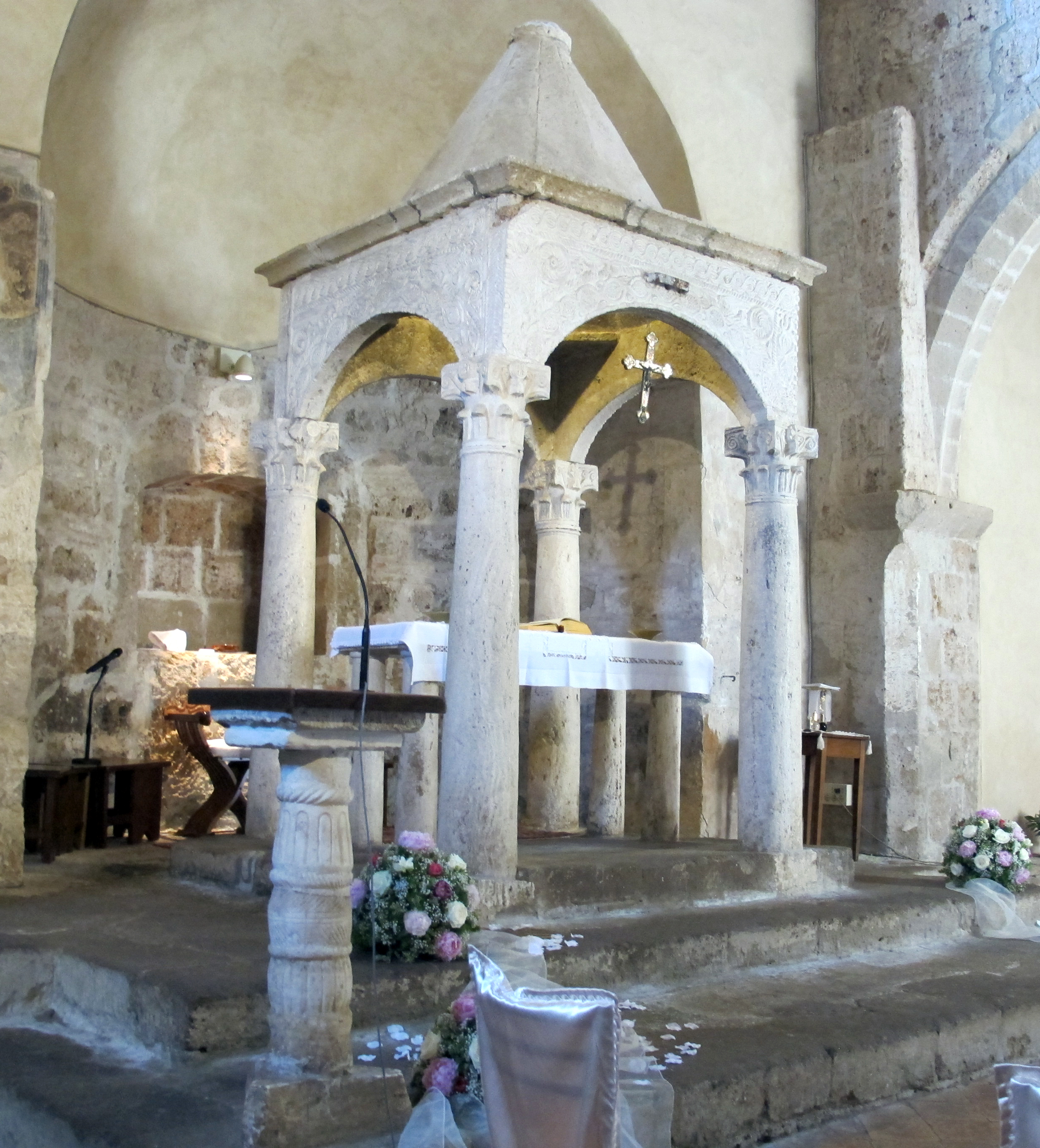
Iglesia de Santa Maria Maggiore, el ciborio

### Arquitectura religiosa
- Concatedral de San Pedro y San Pablo, que data del siglo X, fue construida por Gregorio VII sobre un edificio ya existente del siglo VI y su estructura ha permanecido casi sin cambios hasta hoy en día, excepto por la reconstrucción de la fachada en el siglo XIV y algunas remodelaciones en períodos posteriores que no han comprometido sus características originales. En 1999, se llevaron a cabo algunos trabajos de restauración, que permitieron hacer accesible nuevamente la cripta que alberga los restos de San Mamiliano. En el interior nos encontramos unos capiteles decorados con escenas bíblicas, así como con pinturas de gran interés: una Madonna en gloria con San Benito y San Juan Gualberto (siglo XVI); una crucifixión de San Pedro (1671) de Domenico Manenti; una pintura devocional que representa a Santa María Egiziaca (1481) de Tommaso di Tomè di Onofrio; un fragmento de un fresco de San Francisco (siglo XV) de Carlo di Giovanni; una pila bautismal en mármol travertino fechada en 1494; un lienzo del Sagrado Corazón de Jesús de Maria Pascucci.[5]
- Iglesia de Santa Maria la Mayor, ubicada en la Plaza del Pretorio, se cree que se remonta al siglo XII. Saqueada por los sieneses en 1410 y por los Pitiglianos en 1434, se modificó sustancialmente en el siglo XVI, cuando se construyó el Palacio del Archivo adyacente. Hasta el siglo XVII también había un campanario junto a la iglesia, que luego fue reemplazado por la vela que vemos hoy en día. En su interior se conservan obras de considerable interés: dos frescos de la Crucifixión entre los santos San Antonio y San Lorenzo y San Sebastián y San Rocco (1527) y la Virgen y el Niño entronizados entre Santa Bárbara y Santa Lucia y San Sebastián y San Mamiliano (1508); una pintura con los cuatro evangelistas y la bendición eterna (siglo XVI); una virgen fragmentada con el niño y San Rafael, San Tobias, San Mamiliano, San Antonio de Padua y Santa Lucía (siglo XVI); una crucifixión entre San Antonio Abad y el papa Gregorio VII (siglo XV); un ciborio interesante con cuatro columnas afiladas y dosel decorado del siglo IX.
- Iglesia de San Mamiliano, situada en la Plaza del Pretorio, es quizás la iglesia más antigua de Sovana (que se remonta al menos al siglo VII) y ha acogido desde 1460 hasta 1776 los restos de San Mamiliano. Desde hace un tiempo reducido a una ruina, en 1986 se llevaron a cabo algunas obras de consolidación de los muros perimetrales y, a partir de 2004, se llevaron a cabo una serie de operaciones de restauración, que se completaron en 2012 con la inauguración del museo de San Mamiliano.
- Ermita de Sovana, que data de la época medieval, se encuentra cerca de la zona arqueológica al sur del centro de Sovana, a lo largo de la carretera que conduce a San Martino sul Fiora. está en ruinas.
- Capilla de San Sebastian, ubicada al suroeste del centro histórico, es de origen incierto (Edad Media o principios del siglo XVII) y se encuentra dentro del parque arqueológico de la Citta del tufo.

### Arquitectura civil

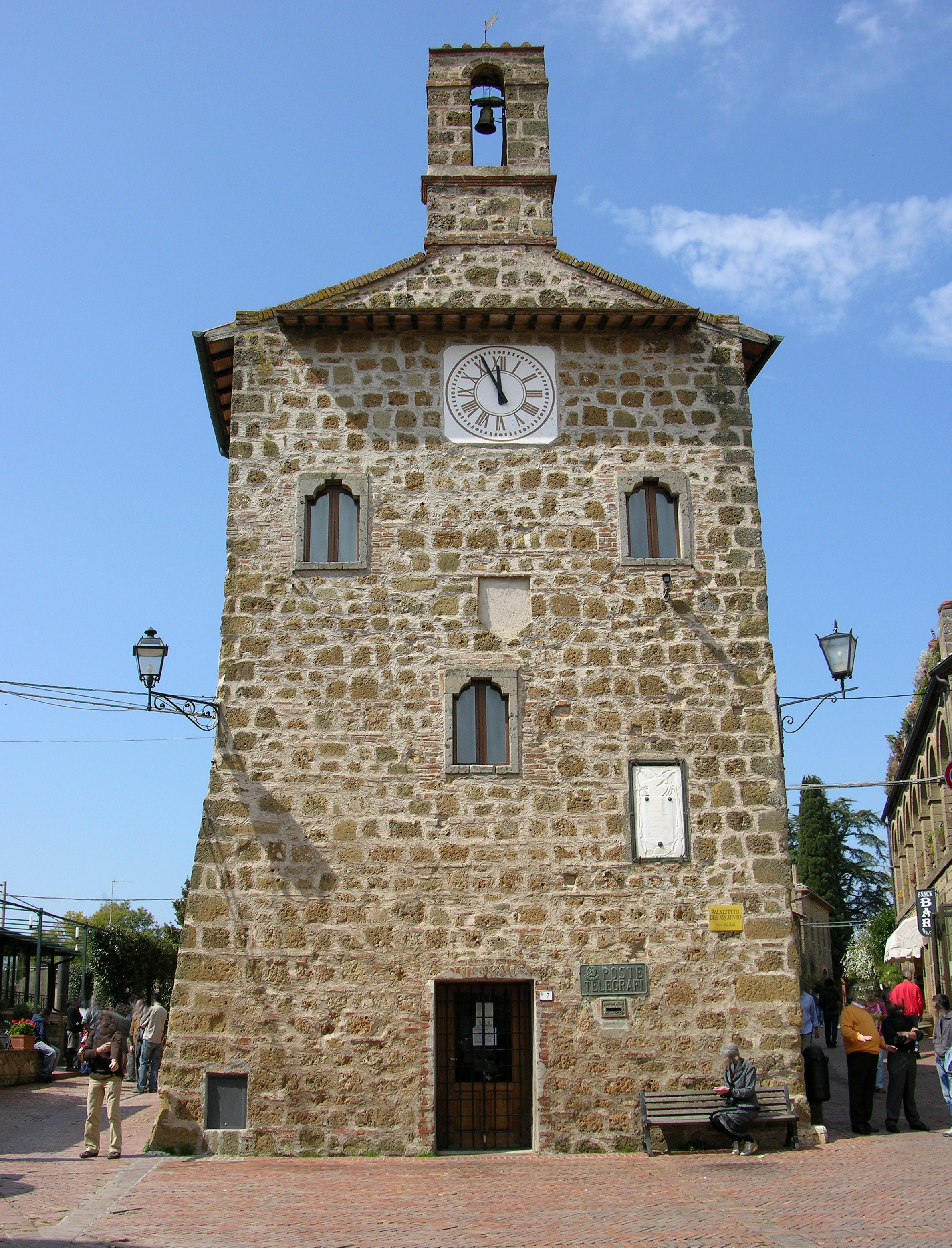
Palacio del Archivo

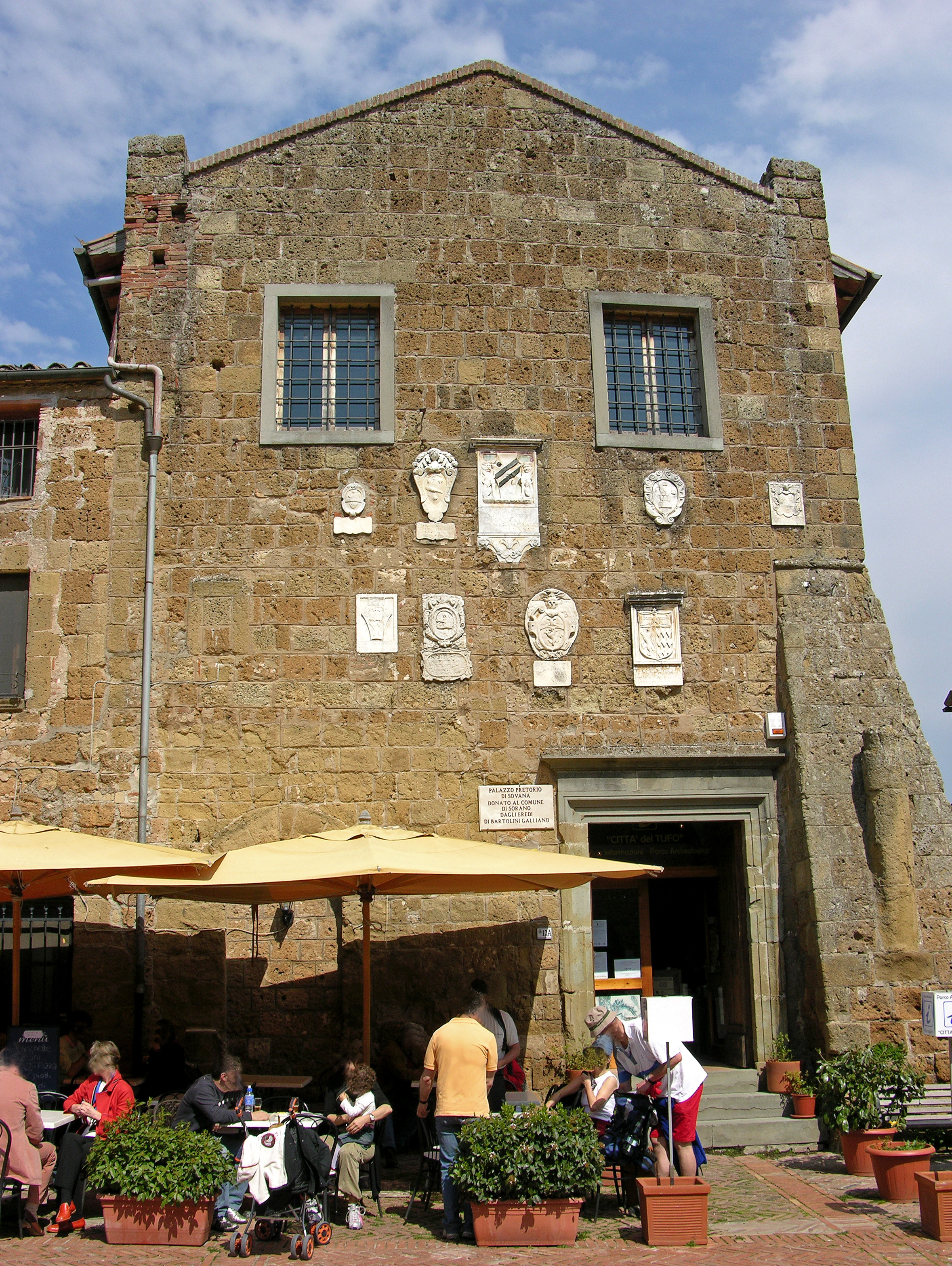
Palacio Pretorio

- Palacio del Archivo, ubicado en la céntrica Plaza del Pretorio, se remonta al siglo XII y fue la residencia del Giusdente después de 1411. En 1676 se convierte en sede de los archivos de la comunidad y se coloca un reloj en su fachada principal.
- Palacio Pretorio, junto la Logia del Capitán, se encuentra en la plaza del Pretorio, y parece que se remonta al siglo XII, dado que se certifica en 1208 apareciendo en el testamento de Aldobrandino VIII. El palacio fue restaurado posteriormente por los sieneses después de 1413, mientras que en 1676 se recordó que tenía prisiones. Hoy acoge una exposición del polo del museo sovana.
- Palacio Bourbon del Monte, situado en la Plaza del Pretorio, fue construido en el año 1558 a instancias de Cosme I de Médici. Fue la residencia de la familia Borbón del Monte, feudadora de la comuna de San Martino sul Fiora. En ruinas durante el siglo XIX, en los años sesenta del siglo XX, el edificio fue comprado por el profesor Luciano Ventura, quien comenzó una obra de restauración conservadora que comenzó en 1968 y terminó quince años después.
- Palacio Vescovile, situado en las proximidades de la catedral, está datado sobre el siglo VII, pero hacia finales del siglo XIV sufrió una serie de remodelaciones que han cambiado su aspecto original. Posteriormente se modificó entre 1439 y 1446 y fue la residencia del obispo de la diócesis hasta 1777, cuando la sede se trasladó a Pitigliano.
- Casa de nacimiento del papa Gregorio VII, ubicada a lo largo de la Via di Mezzo, es un edificio sencillo de origen medieval, con paredes completamente cubiertas de bloques de toba. En su interior se encontraba el museo de malacología terrestre.

### Arquitectura militar

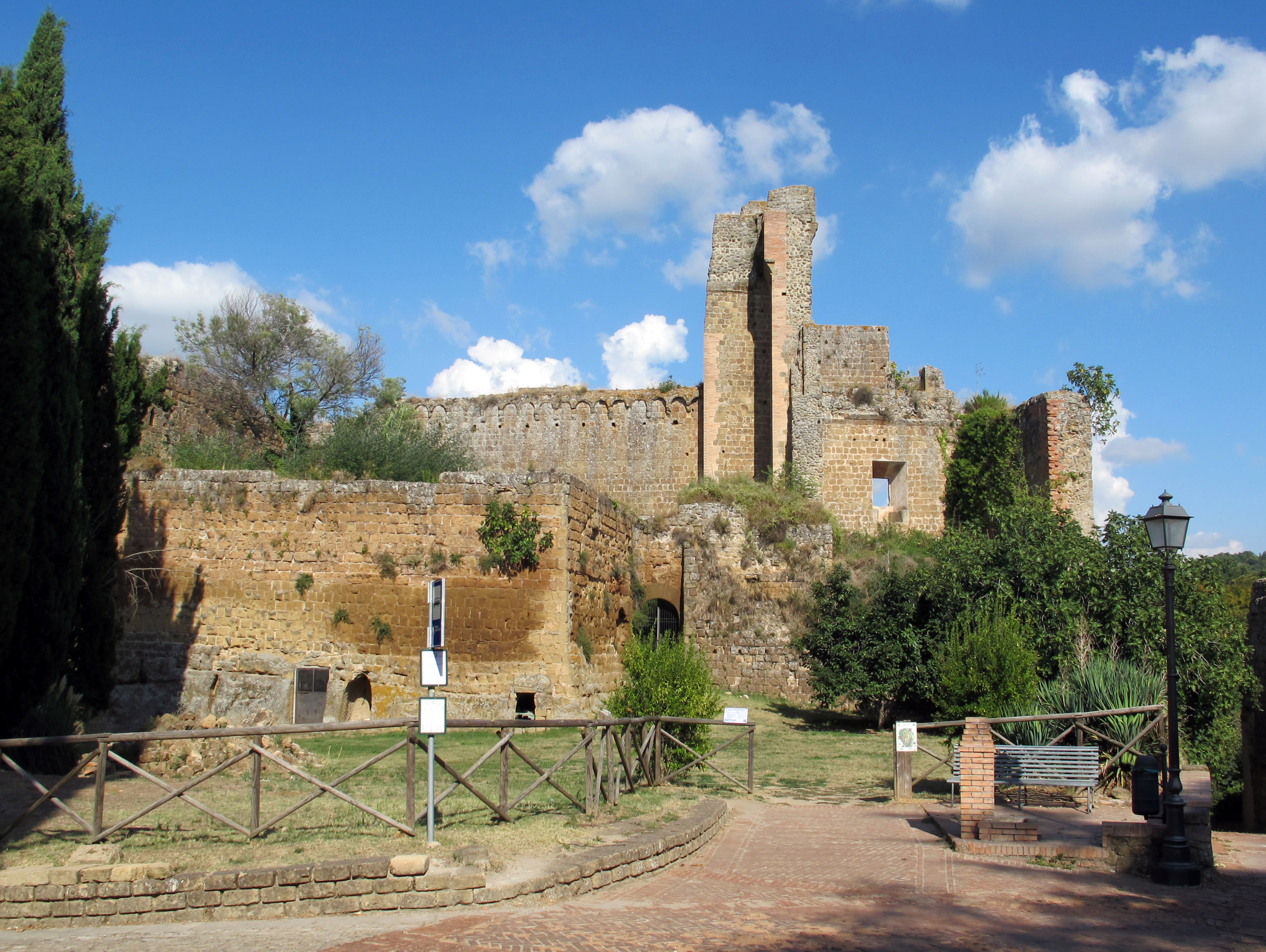
La Fortaleza Aldobrandesca

- Murallas de Sovana, se remontan a tres períodos históricos diferentes. Los primeros en construir una muralla para defender la aldea fueron los etruscos, en el siglo VII a. C.; luego, entre los siglos XI y XII, se construyó la muralla medieval, obra de los Aldobrandeschi, con bloques de toba; Finalmente, durante los siglos XV y XVI, la muralla del Renacimiento fue construida por los sieneses y luego restaurada por los Medici. El aspecto actual mantiene parte de los muros renacentistas, pero algunos restos de los muros anteriores son visibles.
- Fortaleza Aldobrandesca, construida sobre estructuras preexistentes del período etrusco alrededor del año mil como la sede y símbolo del poder de la familia Aldobrandeschi, permaneció abandonada desde finales del siglo XIII, hasta que fue restaurada durante el siglo XV por los sieneses. Con la anexión al Gran Ducado de Toscana en el siglo XVI, Cosme I de Medici llevó a cabo algunas remodelaciones que, sin embargo, no impidieron el abandono posterior y el consiguiente deterioro de la estructura. Hoy las ruinas monumentales de la fortaleza son claramente visibles.

### Sitios arqueológicos
- El área arqueológica de Sovana, está ubicada al oeste de la ciudad, a lo largo de la carretera que conduce a San Martino sul Fiora. Se accede a la zona arqueológica por la espectacular Cueva de Vie que la conecta con las otras necrópolis de la zona, en el pintoresco paisaje del Parque Arqueológico Citta del tufo. Sovana, además de haber proporcionado testimonios enanolíticos, se desarrolló principalmente durante el período etrusco. Existen más de 100 tumbas monumentales en la zona. Ejemplos notables son la Tumba della Sirena, la Tumba del Tifone, la Tumba Pola y, sobre todo, la monumental Tumba de Ildebranda en Poggio Felceto.[6]

## Sociedad

### Evolución demográfica
La siguiente tabla muestra la evolución demográfica del pueblo de Sovana. Se indican los habitantes de toda la fracción y, donde es posible, la cifra se refiere únicamente a la capital de la fracción. Desde 1991, Istat solo ha contabilizado a los habitantes del núcleo principal, no de las pedanías.
| Año  | Habitantes | Habitantes       |
| Año  | Fracción   | Núcleo Principal |
| ---- | ---------- | ---------------- |
| 1745 | 252        | -                |
| 1833 | 64         | -                |
| 1845 | 100        | -                |
| 1921 | 664        | -                |
| 1931 | 663        | -                |
| 1961 | 632        | 207              |
| 1981 | 459        | 188              |
| 2001 | -          | 138              |
| 2011 | -          | 122              |

## Cultura
Sovana es un interesante centro cultural, ya que alberga museos y rutas arqueológicas etruscas en zonas cercanas. En el centro histórico se encuentra el Complejo del Museo Sovana, en el interior de la iglesia de San Mamiliano. Este museo alberga la exposición del llamado "tesoro de Sovana". La oficina de turismo, se encuentra en el interior del Palacio Pretorio.
El pueblo también es una de las oficinas centrales del Parque Arqueológico de la Ciudad de Tufo, parque que alberga las antiguas necrópolis, divididas principalmente en dos zonas: la primera incluye la vía Cava del Cavone, Poggio Felceto, Poggio Prisca y Poggio Stanziale, al norte del Fosso Calesine y del torrente Picciolana; la segunda incluye la vía cava de San Sebastián, la necrópolis de Sopraripa y la tumba monumental de la Sirena, al sur de la zanja calesina y a lo largo del arroyo Folonia.

## Geografía antrópica
El territorio de la aldea consta de un núcleo urbano principal, el pueblo de Sovana (291 m s.l.m., 122 habitantes), y de varias localidades menores que se relacionan con él: que son sobre todo casas dispersas, aunque también encontramos el pequeño núcleo de Cavalieri Caves (368 m s.l.m., 21 ab.), ubicado en una llanura más allá de la zanja calesina.

## Infraestructuras y transporte
El pueblo está conectado con los otros núcleos de la Maremma gracias a la carretera provincial 22 Sovana, que la conecta al este con Sorano y al oeste con Catabbio.